# Aucar
La Isla Aucar es un islote chileno ubicado en la comuna de Quemchi, Región de Los Lagos, conocido por poseer una capilla católica, un cementerio, un parque botánico y una pasarela de 437 m de extensión que le permite estar conectado con la Isla Grande de Chiloé, hito que también lo ha convertido en destino turístico dentro del archipiélago chilote. Debido a su cementerio, es también conocido como la «isla de los muertos» o la «isla de las almas navegantes», bautizado de esta última manera por el escritor chilote Francisco Coloane.

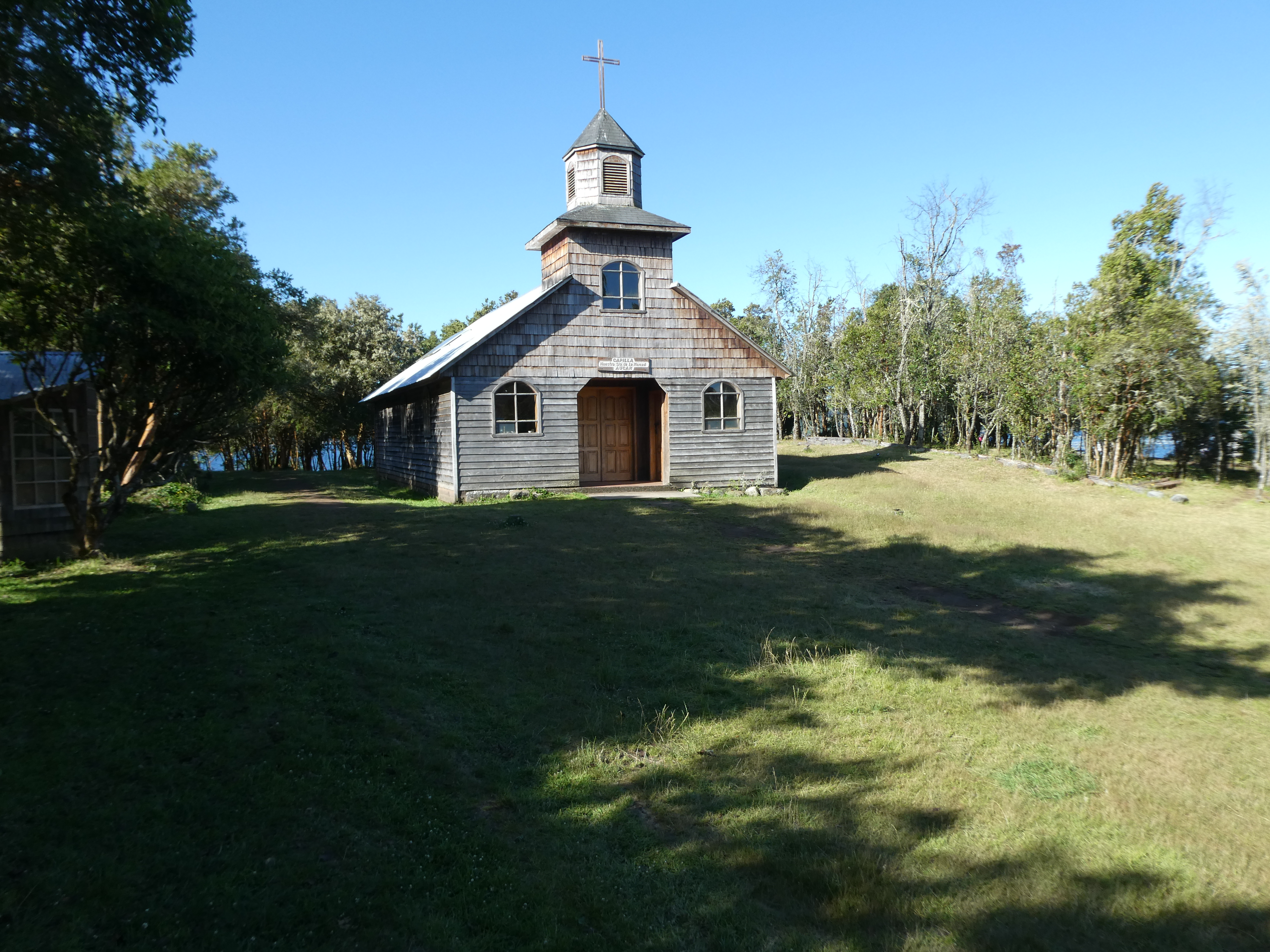
Capilla de la isla de Aucar.

## Descripción
La isla de Aucar, tiene forma ovalada y una orientación norte-sur, con un largo aproximado de 300 m, un ancho de 110 m y una superficie de dos hectáreas (en pleamar). Se encuentra frente a la localidad de Aucar a 380 m de distancia de la Isla Grande —a la cual queda completamente unida por tierra en bajamar— y aproximadamente a 1,5 km al sur del pueblo de Quemchi, mientras que está separada de la isla Caucahué por el canal del mismo nombre. Frente a ella, en la Isla Grande, también existe un humedal que es hogar de numerosas especies de aves, incluyendo el cisne de cuello negro.
Cuenta con una capilla —de la cual habría registros desde finales del siglo XVIII— un cementerio y una explanada, mientras que los primeros habitantes del sector habrían llegado desde islas Chauques.
El explorador José de Moraleda se refirió al sector como «Ocar» en su mapa del archipiélago de Chiloé que realizó a fines del siglo XVIII. El capitán de fragata Froilán González, por su parte, describió la isla a fines del siglo XIX como «un pequeño islote [...] rodeado de árboles de regular altura i sirve de asiento a una pequeña iglesia que descuella entre la vejetación».
El primer puente hacia la Isla Grande se construyó de piedra y barro en la década de 1940, mientras que la pasarela moderna de madera —hecha de luma, coigüe y tepa— se levantó en 1974. En 2012 tuvo que ser reconstruida debido a su mal estado y fue entregada a la comunidad al año siguiente.
Al igual que la pasarela, la capilla ha sido reconstruida en varias ocasiones a lo largo de su historia; la actual edificación se inauguró en 2018. La isla también posee un parque botánico desde la década de 1990.

## Zona Típica
En 2017 vecinos y organizaciones chilotas iniciaron el trámite para que el Consejo de Monumentos Nacionales declare la isla Aucar como Zona Típica, incluyendo el humedal, ya que afirman que se ve amenazada debido al funcionamiento de empresas acuícolas en el sector. Luego de varias demoras,la declaración como Zona Típica fue publicada en el Diario Oficial el 30 de octubre de 2024.